# ماتيوس كوستا (لاعب كرة قدم)
ماتيوس كوستا هو لاعب كرة قدم برازيلي في مركز الدفاع، ولد في 26 يناير 1995 في ميناس جرايس في البرازيل. لعب مع نادي ليتشويس.

## وصلات خارجية
- ماتيوس كوستا على موقع قاعدة بيانات كرة القدم.إي يو (الإنجليزية)
- ماتيوس كوستا على موقع Soccerway.com (الإنجليزية)